# 松山花子
松山 花子（まつやま はなこ、10月25日 - ）は、日本の漫画家。血液型はA型。鹿児島県出身、在住。女性。

## 概要
1990年代中頃、学研の月刊誌『CAIN』にてデビュー。初期は主にSF系の雑誌や成人女性向けの雑誌などで執筆活動を行っていた。
2002年頃より、4コマ漫画雑誌にも執筆の場を広げ、10誌前後の雑誌で作品を執筆している。自画像は角刈り頭にリボンという独特なものである。
九州男児（きゅうしゅうだんじ）という別ペンネームで、ボーイズラブ作品も執筆している。
2018年度　第18回Sense of Gender賞　ベストカップル賞受賞『ヨメヌスビト』

## 連載中の作品リスト
九州男児名義
- 文豪BL  （Kobunsha BLコミックシリーズ）
- 男色大鑑　改　（Kobunsha BLコミックシリーズ）

## 連載が終了した作品リスト
（単行本未収録作品）
- 悪いのはそこじゃない（別冊本当にあった笑える話、ぶんか社） - 読者投稿などを元に作品化
- その時歴史が歪んだ（ほんとうに怖い童話、ぶんか社） - 隔月連載
- だからニートはやめられない（ジャンプ改→ヤングジャンプ、集英社）
- BAKUMATSU（ゲキデン、道出版）

- そこに愛がある限り（まんがタイムスペシャル、芳文社） - 目次まんが
- MISHIMAデパートメンズ館（まんがタイムラブリー→まんがタイムスペシャル、芳文社） - 隔月連載
- BLアンテナ（シェリプラス　新書館）
- 先生の男（花恋、日本文芸社）
- BLスクープハンター（MAGAZINE BE×BOY リブレ)

## 単行本リスト

### 松山花子名義
- 彼はそこにいた （「ノーラコミックス」学研）（1996年）ISBN 9784056011913
- 小さく弱い人たちへ （「アイズコミックス」集英社）（2001年）ISBN 9784834261479
- 夢見る少年の昼と夜 （「ソニー・マガジンズコミックス KB COLLECTION」ソニー・マガジンズ）（2001年） ISBN 9784789783552
- 夢見る少年の昼と夜〜おかず増量中〜 （「バーズコミックス・ガールズコレクション」幻冬舎）（2004年）ISBN 9784344803855
- 新撰組〜士道心得 （「ダイトコミックス」大都社）（2004年）ISBN 9784886534675
- パパには言えないこと （「バーズコミックス・ガールズコレクション」幻冬舎）（2004年）ISBN 9784344804715
- 小姓のおしごと （「バーズコミックス」幻冬舎）（2004年）ISBN 9784344804029
- やさしくしないで! （「バンブーコミックス」竹書房）全6巻（2004年 - 2011年）

1. ISBN 9784812460108
2. ISBN 9784812462256
3. ISBN 9784812464946
4. ISBN 9784812468487
5. ISBN 9784812474136

やさしくしないで!Forever ISBN 9784812475379
- わたしが会社へ行く理由 （「まんがタイムコミックス」芳文社）全4巻（2004年 - 2007年）

1. ISBN 9784832263703
2. ISBN 9784832264441
3. ISBN 9784832265011
4. ISBN 9784832265394

- あなたが主役になった時 （「まんがタイムコミックス」芳文社）全4巻（2005年 - 2010年）

1. ISBN 9784832264113
2. ISBN 9784832265004
3. ISBN 9784832266506
4. ISBN 9784832268562

- 負け犬の高笑い アカルイおひとりさま計画編 （「マイパル・コミックス」芳文社）（2005年）ISBN 9784832263918
- 夢を売る少年たち （「ピチコミックス」学研）（2005年）ISBN 9784056042313
- 診療再開!小さく弱い人たちへ （「アイズコミックス」集英社）（2005年）ISBN 9784834261745
- 迷彩ハーレム （「バーズコミックス・ガールズコレクション」幻冬舎）（2005年）ISBN 9784344806474
- 普通の人々 （「バーズコミックスデラックス」幻冬舎）（2006年）ISBN 9784344808898
- 小姓のおしごとリターンズ! （「バーズコミックス・ガールズコレクション」幻冬舎）全2巻（2008年 - 2010年）

1. ISBN 9784344814561
2. ISBN 9784344819566

- ショーコさん主婦選業中! （「バンブーコミックス」竹書房）全2巻（2009年 - 2010年）

1. ISBN 9784812470565
2. ISBN 9784812472446

- 青流学園男子中等部 （「Un poco comics」新書館）（2009年）ISBN 9784403670718
- 従者の学校（「シルフコミックス」アスキー・メディアワークス）（2010年）ISBN 9784048684941
- 子供失格（「アクションコミックスまんがタウン」双葉社）全2巻（2011年 - 2012年）

1. ISBN 9784575943115
2. ISBN 9784575943597

- 社長が僕に恋をした（「ぶんか社コミックス」ぶんか社）（2012年）ISBN 9784821173129
- 少女よ漫画の星となれ（「アクションコミックス」双葉社）（2014年）ISBN 978-4575944068
- 子リスのリッキー（「LGAコミックス」グリーンアロー出版社→青泉社）（2016年）ISBN 9784907203498

### 九州男児名義
- 課長の恋 （「ビーボーイコミックス」ビブロス）全3巻（2003年 - 2006年） - 3巻はリブレ出版から

1. ISBN 9784835215068 - 新装版 課長の恋（リブレ出版）ISBN 9784862633392（2008年）
2. ISBN 9784835217338 - 新装版 課長の恋二本差し（リブレ出版）ISBN 9784862633583（2008年）
3. ISBN 9784862630605

- ネコ侍 （「ビーボーイコミックス」ビブロス）（2004年）ISBN 9784835216881 - 新装版 ISBN 9784862634924（2008年）
- 男の仕事場 （「kobunsha BLコミックシリーズ」光文社）（2006年）ISBN 9784334806514 - 新装版 ISBN 9784334807795（2011年）
- ファースト・ミッション （「B・Rash COMICS」ムービック）（2007年）ISBN 9784896017458
- よりぬき学園ヘヴン （「kobunsha BLコミックシリーズ」光文社）（2007年）ISBN 9784334806613
- 毎日がメンズデー （「kobunsha BLコミックシリーズ」光文社）（2008年）ISBN 9784334806859
- ロマンス・コンシェルジュ （「Karen comics」日本文芸社）ISBN 9784537108880
- 夫の隠れ家 （「ジュネットコミックス」ジュネット）（2008年）ISBN 9784904468005
- 部長の恋 （「Be・boy comics」リブレ出版）（2008年）ISBN 9784862635150
- 男たちの愛島 （「オークラコミックスアクアコミックス」オークラ出版）（2009年）ISBN 9784775513781
- 愛される器（「花音コミックス」芳文社）（2010年）ISBN 9784832287037
- ネコ侍 三十路ネコのきもち（「ニチブンコミックス KAREN COMICS」日本文芸社）（2011年）ISBN 9784537127720
- 堕ちた太陽（「オークラコミックス」オークラ出版）（2011年）ISBN 9784775517567
- セカンド・ターゲット（「kobunsha BLコミックシリーズ」光文社）（2011年）ISBN 9784334807832
- サド歯科医とマゾ教師（「ジュネットコミックス ピアスシリーズ」ジュネット）（2011年）ISBN 9784864520294
- 惚れた男がワルかった。（シトロンコミックス）（2012) ISBN 9784799711798
- 男色大鑑ー武士編ー（B's-LOVEY COMICS) (2016) ISBN 9784047341067
- 男色大鑑ー歌舞伎若衆編ー（B's-LOVEY COMICS) (2016) ISBN 9784047341579
- 男色大鑑ー無残編ー（B's-LOVEY COMICS) (2016) ISBN 9784047342965
- ファット・ユー・ウォント（アプレコミックス）（2017）ISBN 9784864423151
- ヨメヌスビト（アクアコミックス）（2018) ISBN 9784775527559
- you are my religion (enigmaコミックス）(2019) ISBN 9784775528556

## 電子書籍のみ
作品名は50音順表記
松山花子名義
- 恥覚過敏の男（ソニー・デジタルエンタテインメント）
- 人には言えないアブないお仕事（ソニー･デジタルエンタテイメント）
- 僕と彼女の異常な日常（「全力コミック」ソニー･デジタルエンタテイメント）
- 私の彼は肉食系！（ソニー･デジタルエンタテイメント）
- 俺、専用JK（「ズズズキュン！」ソルマーレ編集部）

九州男児名義
- 家に、ペット♂がいます。（「Ficus」ソルマーレ編集部）
- 漢!フェロモン～ＡＶ男優若月のチン受難（Beaglee）
- 俺と兄貴と兄貴の犬（「Ficus」ソルマーレ編集部）
- 俺の知らないオトコの世界（「Ficus」ソルマーレ編集部）
- 君とベッドで朝食を～キレイ系王子は食品アレルギー～（Beaglee）
- 凸凹カレシ～遊び人×偏屈リーマン～（「Ficus」ソルマーレ編集部）
- 僕の相方(おとこ)を紹介します（ソルマーレ編集部）
- ～ＲＹＯＭＡ～　幕末を股にかけた男（「BL★オトメチカ」オトメチカ出版）
- 『男色大鑑 改』（Kobunsha BLコミックシリーズ）巻六の三『言葉とがめ耳にかかる人様』の改編。
- 『男色大鑑 改』（Kobunsha BLコミックシリーズ）巻五の四『江戸から尋ねて俄坊主』の改編。
- 『男色大鑑 改』（Kobunsha BLコミックシリーズ）巻四の四『詠めつづけし老木の花の頃』の改編。